# Les Abencérages
Les Abencérages és una tragèdia lírica en tres actes composta per Luigi Cherubini sobre un llibret en francès d'Étienne de Jouy, basat en Gonzalve de Cordoue de Jean-Pierre Claris de Florian. S'estrenà a l'Òpera de París el 6 d'abril de 1813.

## Representacions
Estrenada a l'Òpera de París amb tota pompa (Napoleó i la seva esposa Maria Lluïsa hi van ser presents) ha patit una història que es pot qualificar de sofrida. Acceptada amb entusiasme pel públic de llavors, després de vint representacions parisenques, va ser tallada per compaginar-la amb els ballets que solien oferir-se en uns programes mixtos. Va tenir admiradors diversos, com el clàssic Spontini i el romàntic Berlioz. Alguns crítics la van considerar com l'obra mestra de Cherubini, però la posteritat la va oblidar. De tant en tant la seva obertura figurava en menús de concerts i alguns tenors es lluïen cantant soltes les àries d'Almansor.
El 1957, el Maggio Musicale Fiorentino amb la direcció de Carlo Maria Giulini la va exhumar però en traducció italiana. Una versió radiofònica que data de 1975 pot considerar l'autèntica reestrena de l'obra, ja que es val del llibret original francès.